# Llista de monuments d'Ulldecona
Llista de monuments d'Ulldecona inclosos en l'Inventari del Patrimoni Arquitectònic Català per al municipi d'Ulldecona (Montsià). Inclou els inscrits en el Registre de Béns Culturals d'Interès Nacional (BCIN) amb la classificació de monuments històrics, els Béns Culturals d'Interès Local (BCIL) de caràcter immoble i la resta de béns arquitectònics integrants del patrimoni cultural català.
| Monument                                                    | Protecció       | Estil/època                                         | Localització                                                                  | Coordenades                                          | Codi?         | Imatge |
| ----------------------------------------------------------- | --------------- | --------------------------------------------------- | ----------------------------------------------------------------------------- | ---------------------------------------------------- | ------------- | --- |
| Castell d'Ulldecona                                         | BCIN 1269-MH-EN | Romànic, gòtic IX, XII-XIII, XVI-XVII               | Ulldecona Puig del Castell, serra Grossa                                      | 40° 35′ 41″ N, 0° 25′ 50″ E / 40.594722°N,0.430556°E | RI-51-0006765 | Castell d'Ulldecona · Vegeu més fotos d'aquest monument · Carregueu una nova foto d'aquest monument                                      |
| Casa de la Comanda                                          | BCIN 1270-MH    | Gòtic XV, XIX                                       | Ulldecona C. Encomanda, 3-5                                                   | 40° 35′ 51″ N, 0° 26′ 45″ E / 40.597566°N,0.445917°E | RI-51-0006766 | Casa de la Comanda (Ulldecona) · Vegeu més fotos d'aquest monument · Carregueu una nova foto d'aquest monument                           |
| Porxos de la plaça de l'Església                            | BCIL 1992       | Obra popular XIV, XX                                | Ulldecona Pl. de l'Església                                                   | 40° 35′ 49″ N, 0° 26′ 51″ E / 40.597053°N,0.447379°E | IPA-6551      | Porxos de la plaça de l'Església (Ulldecona) · Vegeu més fotos d'aquest monument · Carregueu una nova foto d'aquest monument             |
| Arc del carrer General Cabrera                              |                 | Obra popular XVIII                                  | Ulldecona C. General Cabrera                                                  | 40° 35′ 53″ N, 0° 26′ 57″ E / 40.59808°N,0.44927°E   | IPA-6552      | Arc del carrer General Cabrera (Ulldecona) · Vegeu més fotos d'aquest monument · Carregueu una nova foto d'aquest monument               |
| Carrer Roger de Llúria                                      | BCIL 1992       | Obra popular XIII-XX                                | Ulldecona C. Roger de Llúria                                                  | 40° 35′ 52″ N, 0° 26′ 50″ E / 40.597835°N,0.447097°E | IPA-6553      | Carrer Roger de Llúria (Ulldecona) · Vegeu més fotos d'aquest monument · Carregueu una nova foto d'aquest monument                       |
| Creu de terme de les Ventalles                              |                 | Gòtic XIV-XV, XX                                    | Ulldecona Les Ventalles                                                       |                                                      | IPA-6556      | Carregueu una nova foto d'aquest monument                                                                                                |
| Església de Sant Joan Baptista                              | BCIL 1992       | Obra popular XVIII                                  | Ulldecona Pl. de l'Església, Sant Joan del Pas                                | 40° 36′ 20″ N, 0° 23′ 35″ E / 40.6056°N,0.3931°E     | IPA-6558      | Església de Sant Joan Baptista (Ulldecona) · Vegeu més fotos d'aquest monument · Carregueu una nova foto d'aquest monument               |
| Església parroquial de Sant Lluc                            | BCIL 1992       | Gòtic, barroc XIV-XV, XVIII                         | Ulldecona Pl. de l'Església, 8                                                | 40° 35′ 49″ N, 0° 26′ 49″ E / 40.597081°N,0.446988°E | IPA-6561      | Església parroquial de Sant Lluc (Ulldecona) · Vegeu més fotos d'aquest monument · Carregueu una nova foto d'aquest monument             |
| Creu de terme de la Capelleta                               |                 | Obra popular XX, XIV                                | Ulldecona Ctra. comarcal Ulldecona-Tortosa, a 4 km                            | 40° 37′ 34″ N, 0° 28′ 50″ E / 40.626085°N,0.480501°E | IPA-6565      | Creu de terme de la Capelleta (Ulldecona) · Vegeu més fotos d'aquest monument · Carregueu una nova foto d'aquest monument                |
| Ermita de la Pietat                                         | BCIL 1992       | Romànic, gòtic, barroc XIII, XIV-XV, XVII-XVIII, XX | Ulldecona Camí de l'Ermita, serra de la Pietat                                | 40° 37′ 59″ N, 0° 28′ 13″ E / 40.632965°N,0.470334°E | IPA-6566      | Ermita de la Pietat (Ulldecona) · Vegeu més fotos d'aquest monument · Carregueu una nova foto d'aquest monument                          |
| Creu de terme                                               |                 | Gòtic XIV-XV                                        | Ulldecona Vora l'ermita de la Verge de la Pietat                              | 40° 37′ 59″ N, 0° 28′ 13″ E / 40.633008°N,0.470190°E | IPA-6569      | Creu de terme (Ulldecona) · Vegeu més fotos d'aquest monument · Carregueu una nova foto d'aquest monument                                |
| Casa de la Vila, antic convent de Sant Domènec              | BCIL 1992       | Barroc, neoclassicisme XVIII, XX                    | Ulldecona C. Major, 49                                                        | 40° 35′ 53″ N, 0° 26′ 55″ E / 40.59806°N,0.4487°E    | IPA-6570      | Casa de la Vila (Ulldecona) · Vegeu més fotos d'aquest monument · Carregueu una nova foto d'aquest monument                              |
| Casa de Cultura, antiga església del Roser                  | BCIL 1992       | Barroc XVII-XVIII                                   | Ulldecona C. Major, 56                                                        | 40° 35′ 54″ N, 0° 26′ 54″ E / 40.59823°N,0.44828°E   | IPA-6571      | Casa de Cultura (Ulldecona) · Vegeu més fotos d'aquest monument · Carregueu una nova foto d'aquest monument                              |
| Ermita de la Mare de Déu de Loreto                          | BCIL 1992       | Obra popular XV-XVI                                 | Ulldecona Camí de l'Olivera                                                   | 40° 35′ 31″ N, 0° 26′ 34″ E / 40.591845°N,0.442861°E | IPA-6572      | Ermita de la Mare de Déu de Loreto (Ulldecona) · Vegeu més fotos d'aquest monument · Carregueu una nova foto d'aquest monument           |
| Creu de terme del Lloret                                    |                 | Gòtic XIV-XV, XX                                    | Ulldecona Camí de l'Olivera                                                   | 40° 35′ 31″ N, 0° 26′ 34″ E / 40.59189°N,0.44285°E   | IPA-6573      | Creu de terme del Lloret (Ulldecona) · Vegeu més fotos d'aquest monument · Carregueu una nova foto d'aquest monument                     |
| Església del Convent de les Monges Agustines                | BCIL 1992       | Neoclassicisme XIX                                  | Ulldecona C. Major, 135                                                       | 40° 35′ 46″ N, 0° 26′ 47″ E / 40.596067°N,0.446382°E | IPA-6574      | Església del Convent de les Monges Agustines (Ulldecona) · Vegeu més fotos d'aquest monument · Carregueu una nova foto d'aquest monument |
| Antic convent de les Carmelites Descalces                   |                 | Historicisme XIX-XX                                 | Ulldecona C. Major, 41                                                        | 40° 35′ 55″ N, 0° 26′ 56″ E / 40.59851°N,0.449°E     | IPA-6575      | Antic convent de les Carmelites Descalces (Ulldecona) · Vegeu més fotos d'aquest monument · Carregueu una nova foto d'aquest monument    |
| Església de Sant Joan Baptista                              | BCIL 1992       | Romànic, obra popular XIII-XIV, XX                  | Ulldecona C. de les Costes, les Ventalles                                     | 40° 38′ 43″ N, 0° 29′ 50″ E / 40.64530°N,0.49715°E   | IPA-6576      | Carregueu una nova foto d'aquest monument                                                                                                |
| Calvari                                                     | BCIL 1992       | Eclecticisme XX                                     | Ulldecona Ctra. d'Ulldecona a Alcanar, a 1 km                                 | 40° 35′ 20″ N, 0° 26′ 53″ E / 40.588956°N,0.448101°E | IPA-6577      | Carregueu una nova foto d'aquest monument                                                                                                |
| Cementiri d'Ulldecona                                       |                 | Eclecticisme XX                                     | Ulldecona Ctra. comarcal Ulldecona-Alcanar, a 2 km d'Ulldecona sentit sud-est | 40° 35′ 09″ N, 0° 26′ 55″ E / 40.58571°N,0.44865°E   | IPA-6578      | Cementiri d'Ulldecona · Vegeu més fotos d'aquest monument · Carregueu una nova foto d'aquest monument                                    |
| Casa dels Ribera                                            |                 | Obra popular XVIII-XIX                              | Ulldecona C. Sant Cristòfol, 7                                                | 40° 35′ 52″ N, 0° 26′ 52″ E / 40.5979°N,0.44769°E    | IPA-6579      | Casa dels Ribera (Ulldecona) · Vegeu més fotos d'aquest monument · Carregueu una nova foto d'aquest monument                             |
| Casa O'Connor                                               | BCIL 1992       | Barroc XVIII                                        | Ulldecona C. Puríssima, 33-35                                                 | 40° 35′ 48″ N, 0° 26′ 43″ E / 40.59666°N,0.44537°E   | IPA-6580      | Casa O'Connor (Ulldecona) · Vegeu més fotos d'aquest monument · Carregueu una nova foto d'aquest monument                                |
| Casa dels Giné i Martorell                                  | BCIL 1992       | Obra popular XVIII-XIX                              | Ulldecona C. Puríssima, 19                                                    | 40° 35′ 47″ N, 0° 26′ 45″ E / 40.59635°N,0.44582°E   | IPA-6581      | Casa dels Giné i Martorell (Ulldecona) · Vegeu més fotos d'aquest monument · Carregueu una nova foto d'aquest monument                   |
| Casa Yvars                                                  | BCIL 1992       | Eclecticisme XIX                                    | Ulldecona C. Major, 137                                                       | 40° 35′ 44″ N, 0° 26′ 45″ E / 40.59547°N,0.44575°E   | IPA-6582      | Casa Yvars (Ulldecona) · Vegeu més fotos d'aquest monument · Carregueu una nova foto d'aquest monument                                   |
| Habitatge al carrer Major, 167                              |                 | Obra popular XX                                     | Ulldecona C. Major, 167                                                       | 40° 35′ 40″ N, 0° 26′ 41″ E / 40.59449°N,0.44464°E   | IPA-6583      | Habitatge al carrer Major, 167 (Ulldecona) · Vegeu més fotos d'aquest monument · Carregueu una nova foto d'aquest monument               |
| Casa de la Feligresa                                        | BCIL 1992       | Modernisme XX                                       | Ulldecona Pl. de l'Església, 3                                                | 40° 35′ 49″ N, 0° 26′ 50″ E / 40.597023°N,0.447354°E | IPA-6584      | Casa de la Feligresa (Ulldecona) · Vegeu més fotos d'aquest monument · Carregueu una nova foto d'aquest monument                         |
| Casa castell Fabra                                          |                 | Modernisme XX                                       | Ulldecona C. Aribau, 25                                                       | 40° 35′ 53″ N, 0° 26′ 49″ E / 40.59819°N,0.44689°E   | IPA-6585      | Casa castell Fabra (Ulldecona) · Vegeu més fotos d'aquest monument · Carregueu una nova foto d'aquest monument                           |
| Orfeó Ulldeconenc, o Orfeó Montsià                          | BCIL 1992       | Noucentisme XX                                      | Ulldecona C. Major, 47                                                        | 40° 35′ 42″ N, 0° 26′ 43″ E / 40.59508°N,0.44532°E   | IPA-6586      | Orfeó Ulldeconenc (Ulldecona) · Vegeu més fotos d'aquest monument · Carregueu una nova foto d'aquest monument                            |
| Cooperativa Agrícola                                        | BCIL 1992       | Darreres tendències XX                              | Ulldecona C. Major, 183                                                       | 40° 35′ 36″ N, 0° 26′ 38″ E / 40.5932°N,0.44401°E    | IPA-6587      | Cooperativa Agrícola (Ulldecona) · Vegeu més fotos d'aquest monument · Carregueu una nova foto d'aquest monument                         |
| Estació de Renfe                                            | BCIL 1992       | Eclecticisme XIX                                    | Ulldecona Passeig de l'Estació                                                | 40° 35′ 45″ N, 0° 26′ 57″ E / 40.59588°N,0.44923°E   | IPA-6588      | Estació de Renfe (Ulldecona) · Vegeu més fotos d'aquest monument · Carregueu una nova foto d'aquest monument                             |
| Escoles municipals                                          | BCIL 1992       | Noucentisme XX                                      | Ulldecona Av. de les Escoles                                                  | 40° 35′ 57″ N, 0° 26′ 26″ E / 40.5991°N,0.44052°E    | IPA-6589      | Escoles municipals (Ulldecona) · Vegeu més fotos d'aquest monument · Carregueu una nova foto d'aquest monument                           |
| Casa Balagué-Solà                                           |                 | Noucentisme XX                                      | Ulldecona C. Puríssima, 62                                                    | 40° 35′ 50″ N, 0° 26′ 41″ E / 40.59725°N,0.44476°E   | IPA-6590      | Casa Balagué-Solà (Ulldecona) · Vegeu més fotos d'aquest monument · Carregueu una nova foto d'aquest monument                            |
| Habitatge al carrer Sant Cristòfol, 36                      |                 | Noucentisme XX Inici                                | Ulldecona C. Sant Cristòfol, 36                                               | 40° 35′ 54″ N, 0° 26′ 50″ E / 40.5984°N,0.44722°E    | IPA-6591      | Habitatge al carrer Sant Cristòfol, 36 (Ulldecona) · Vegeu més fotos d'aquest monument · Carregueu una nova foto d'aquest monument       |
| Habitatge al carrer Sant Lluc, 27                           |                 | Noucentisme XX Inici                                | Ulldecona C. Sant Lluc, 27                                                    | 40° 35′ 52″ N, 0° 26′ 47″ E / 40.59774°N,0.4463°E    | IPA-6592      | Habitatge al carrer Sant Lluc, 27 (Ulldecona) · Vegeu més fotos d'aquest monument · Carregueu una nova foto d'aquest monument            |
| Casa de la Roqueta                                          |                 | Noucentisme XX Inici                                | Ulldecona C. Aribau, 17                                                       | 40° 35′ 53″ N, 0° 26′ 48″ E / 40.59809°N,0.44676°E   | IPA-6593      | Casa de la Roqueta (Ulldecona) · Vegeu més fotos d'aquest monument · Carregueu una nova foto d'aquest monument                           |
| Habitatge al carrer Pilar, 5                                |                 | Noucentisme XX Inici                                | Ulldecona C. Pilar, 5                                                         | 40° 35′ 51″ N, 0° 26′ 51″ E / 40.59758°N,0.4476°E    | IPA-6594      | Habitatge al carrer Pilar, 5 (Ulldecona) · Vegeu més fotos d'aquest monument · Carregueu una nova foto d'aquest monument                 |
| Habitatge al carrer Murada de Baix, 73                      |                 | Noucentisme XX                                      | Ulldecona C. Murada de Baix, 73                                               | 40° 35′ 49″ N, 0° 26′ 56″ E / 40.59695°N,0.44883°E   | IPA-6595      | Habitatge al carrer Murada de Baix, 73 (Ulldecona) · Vegeu més fotos d'aquest monument · Carregueu una nova foto d'aquest monument       |
| Casa del Gato, o Casa Forcadell                             | BCIL 1992       | Noucentisme, modernisme XX Inici                    | Ulldecona C. Sant Antoni, 43                                                  | 40° 35′ 46″ N, 0° 26′ 55″ E / 40.59607°N,0.44856°E   | IPA-6596      | Casa del Gato (Ulldecona) · Vegeu més fotos d'aquest monument · Carregueu una nova foto d'aquest monument                                |
| Habitatge al carrer Francesc Sans Borja, 7                  |                 | Noucentisme XX                                      | Ulldecona C. Francesc Sans Borja, 7                                           | 40° 35′ 51″ N, 0° 26′ 59″ E / 40.59747°N,0.4498°E    | IPA-6598      | Habitatge al carrer Francesc Sans Borja, 7 (Ulldecona) · Vegeu més fotos d'aquest monument · Carregueu una nova foto d'aquest monument   |
| Casa de Baptista Borràs                                     |                 | Modernisme XIX                                      | Ulldecona Pl. d'Espanya, 6                                                    | 40° 35′ 45″ N, 0° 26′ 55″ E / 40.59593°N,0.4487°E    | IPA-6599      | Casa de Baptista Borràs (Ulldecona) · Vegeu més fotos d'aquest monument · Carregueu una nova foto d'aquest monument                      |
| Habitatge al carrer de l'Estació, 31                        |                 | Modernisme, noucentisme XIX                         | Ulldecona C. de l'Estació, 31                                                 | 40° 35′ 45″ N, 0° 26′ 55″ E / 40.5957°N,0.44873°E    | IPA-6600      | Habitatge al carrer de l'Estació, 31 (Ulldecona) · Vegeu més fotos d'aquest monument · Carregueu una nova foto d'aquest monument         |
| Habitatge al carrer de l'Estació, 49                        |                 | Noucentisme XX                                      | Ulldecona C. de l'Estació, 49                                                 | 40° 35′ 50″ N, 0° 27′ 01″ E / 40.59709°N,0.45024°E   | IPA-6601      | Habitatge al carrer de l'Estació, 49 (Ulldecona) · Vegeu més fotos d'aquest monument · Carregueu una nova foto d'aquest monument         |
| Venta de la Punta                                           |                 | Obra popular XIX                                    | Ulldecona Ctra. de la Sénia a Sta. Bàrbara, km 16, partida Mangrané           | 40° 38′ 28″ N, 0° 21′ 16″ E / 40.64113°N,0.35433°E   | IPA-6602      | Venta de la Punta (Ulldecona) · Vegeu més fotos d'aquest monument · Carregueu una nova foto d'aquest monument                            |
| Mas de Patricio, o Mas de Cervera, Mas de Setenes           |                 | Obra popular XIX                                    | Ulldecona Camí Mallades - barranc Clots, partida Mas de Patricio              | 40° 39′ 38″ N, 0° 25′ 37″ E / 40.66051°N,0.42696°E   | IPA-6603      | Carregueu una nova foto d'aquest monument                                                                                                |
| Séquia de la Foia                                           |                 | Obra popular                                        | Ulldecona Partida de Canals                                                   | 40° 37′ 59″ N, 0° 29′ 36″ E / 40.633143°N,0.493404°E | IPA-6604      | Carregueu una nova foto d'aquest monument                                                                                                |
| Séquia mare                                                 |                 | Obra popular                                        | Ulldecona                                                                     | 40° 36′ 53″ N, 0° 27′ 27″ E / 40.614625°N,0.457637°E | IPA-6605      | Séquia mare (Ulldecona) · Vegeu més fotos d'aquest monument · Carregueu una nova foto d'aquest monument                                  |
| Séquia general                                              |                 | Obra popular                                        | Ulldecona                                                                     | 40° 35′ 35″ N, 0° 24′ 46″ E / 40.593021°N,0.412657°E | IPA-6606      | Séquia general (Ulldecona) · Vegeu més fotos d'aquest monument · Carregueu una nova foto d'aquest monument                               |
| Pont del Molí de l'Om                                       | BCIL 1992       | Obra popular                                        | Ulldecona Camí Molí de l'Om, Castell Sant Rafel                               | 40° 36′ 24″ N, 0° 21′ 30″ E / 40.60677°N,0.35824°E   | IPA-6607      | Pont del Molí de l'Om (Ulldecona) · Vegeu més fotos d'aquest monument · Carregueu una nova foto d'aquest monument                        |
| Pont de l'Olivar                                            |                 | Obra popular XIX                                    | Ulldecona Sobre el riu Sénia, a 2 km d'Ulldecona                              | 40° 35′ 02″ N, 0° 25′ 28″ E / 40.58396°N,0.42432°E   | IPA-6608      | Pont de l'Olivar (Ulldecona) · Vegeu més fotos d'aquest monument · Carregueu una nova foto d'aquest monument                             |
| Pont de les Caixetes                                        |                 | Obra popular                                        | Ulldecona Sobre el riu Sénia                                                  | 40° 33′ 19″ N, 0° 26′ 11″ E / 40.55518°N,0.43649°E   | IPA-6609      | Pont de les Caixetes (Ulldecona) · Vegeu més fotos d'aquest monument · Carregueu una nova foto d'aquest monument                         |
| Molí de Fibla, o Molí de Salses                             |                 | Obra popular XX                                     | Ulldecona Av. Catalunya, 25, el Castell                                       | 40° 36′ 31″ N, 0° 20′ 56″ E / 40.60862°N,0.34889°E   | IPA-6610      | Molí de Fibla (Ulldecona) · Vegeu més fotos d'aquest monument · Carregueu una nova foto d'aquest monument                                |
| Molí Nou                                                    |                 | Obra popular XIX                                    | Ulldecona Camí del Molí Nou, partida de Puig Garret                           | 40° 35′ 10″ N, 0° 25′ 21″ E / 40.58619°N,0.42257°E   | IPA-6611      | Molí Nou (Ulldecona) · Vegeu més fotos d'aquest monument · Carregueu una nova foto d'aquest monument                                     |
| Caseta de camp                                              |                 | Obra popular XX                                     | Ulldecona Els Quadrats                                                        | 40° 39′ 23″ N, 0° 24′ 44″ E / 40.65635°N,0.41219°E   | IPA-6612      | Carregueu una nova foto d'aquest monument                                                                                                |
| Capella pedró de l'Ermita de la Pietat                      |                 | Obra popular XVIII                                  | Ulldecona Ctra. comarcal Ulldecona-Tortosa, Serra de la Pietat                | 40° 35′ 35″ N, 0° 24′ 46″ E / 40.59302°N,0.41266°E   | IPA-6616      | Capella pedró de l'Ermita de la Pietat (Ulldecona) · Vegeu més fotos d'aquest monument · Carregueu una nova foto d'aquest monument       |
| Habitatge al carrer Puríssima, 21                           | BCIL 1992       | Eclecticisme XIX-XX                                 | Ulldecona C. Puríssima, 21                                                    | 40° 35′ 47″ N, 0° 26′ 45″ E / 40.59641°N,0.44575°E   | IPA-6617      | Habitatge al carrer Puríssima, 21 (Ulldecona) · Vegeu més fotos d'aquest monument · Carregueu una nova foto d'aquest monument            |
| Molí de l'oli                                               | BCIL 1992       | Noucentisme XX (1922)                               | Ulldecona Pg. de l'Estació, 4                                                 | 40° 35′ 52″ N, 0° 27′ 04″ E / 40.597705°N,0.451164°E | IPA-34624     | Molí de l'oli (Ulldecona) · Vegeu més fotos d'aquest monument · Carregueu una nova foto d'aquest monument                                |
| Centre històric                                             | BCIL 1992       | Obra popular XIII-XX                                | Ulldecona Pl. de l'Església                                                   | 40° 35′ 50″ N, 0° 26′ 51″ E / 40.597210°N,0.447403°E | IPA-34625     | Centre històric (Ulldecona) · Vegeu més fotos d'aquest monument · Carregueu una nova foto d'aquest monument                              |
| Església de Sant Antoni de Pàdua, o església dels Valentins | BCIL 1992       | Obra popular XIX                                    | Ulldecona C. Sant Antoni, 2, els Valentins                                    | 40° 37′ 41″ N, 0° 21′ 54″ E / 40.62792°N,0.364952°E  | IPA-34626     | Església de Sant Antoni de Pàdua (Ulldecona) · Vegeu més fotos d'aquest monument · Carregueu una nova foto d'aquest monument             |
| Barraca I                                                   |                 | Obra popular                                        | Ulldecona Els Garroferals                                                     | 40° 35′ 06″ N, 0° 29′ 09″ E / 40.58502°N,0.48582°E   | IPA-34871     | Carregueu una nova foto d'aquest monument                                                                                                |
| Barraca II                                                  |                 | Obra popular                                        | Ulldecona Mas d'en Mulet                                                      | 40° 35′ 42″ N, 0° 30′ 08″ E / 40.59511°N,0.50223°E   | IPA-34872     | Carregueu una nova foto d'aquest monument                                                                                                |
| Barraca III                                                 |                 | Obra popular                                        | Ulldecona Mas d'en Mulet                                                      | 40° 35′ 48″ N, 0° 30′ 07″ E / 40.59653°N,0.50203°E   | IPA-34873     | Carregueu una nova foto d'aquest monument                                                                                                |
| Barraca IV                                                  |                 | Obra popular                                        | Ulldecona                                                                     | 40° 35′ 12″ N, 0° 29′ 33″ E / 40.58674°N,0.49262°E   | IPA-34874     | Carregueu una nova foto d'aquest monument                                                                                                |
| Casa dels Morano                                            |                 | Obra popular, modernisme XX Inici                   | Ulldecona C. Calvari, 42                                                      | 40° 35′ 48″ N, 0° 26′ 38″ E / 40.59675°N,0.44394°E   | IPA-38428     | Casa dels Morano (Ulldecona) · Vegeu més fotos d'aquest monument · Carregueu una nova foto d'aquest monument                             |
| Casa dels Campos                                            |                 | Obra popular XX Inici                               | Ulldecona C. Calvari, 59                                                      | 40° 35′ 48″ N, 0° 26′ 37″ E / 40.59667°N,0.44373°E   | IPA-38433     | Casa dels Campos (Ulldecona) · Vegeu més fotos d'aquest monument · Carregueu una nova foto d'aquest monument                             |
| Casa Salomon al carrer Sant Lluc, 28                        |                 | Obra popular XIX                                    | Ulldecona C. Sant Lluc, 28                                                    | 40° 35′ 52″ N, 0° 26′ 47″ E / 40.59786°N,0.44642°E   | IPA-38438     | Casa Salomon al carrer Sant Lluc, 28 (Ulldecona) · Vegeu més fotos d'aquest monument · Carregueu una nova foto d'aquest monument         |
| Casa Salomon al carrer de la Puríssima, 41                  |                 | Obra popular XIX                                    | Ulldecona C. de la Puríssima, 41                                              | 40° 35′ 49″ N, 0° 26′ 43″ E / 40.59681°N,0.44521°E   | IPA-38439     | Casa Salomon al carrer de la Puríssima, 41 (Ulldecona) · Vegeu més fotos d'aquest monument · Carregueu una nova foto d'aquest monument   |
| Mas del Comú, o Mas de Sales                                |                 | Obra popular XIX                                    | Ulldecona                                                                     | 40° 37′ 23″ N, 0° 31′ 56″ E / 40.62294°N,0.53209°E   | IPA-38906     | Mas del Comú (Ulldecona) · Vegeu més fotos d'aquest monument · Carregueu una nova foto d'aquest monument                                 |
| Mas                                                         |                 | Obra popular                                        | Ulldecona El Banyador                                                         | 40° 35′ 28″ N, 0° 25′ 58″ E / 40.59103°N,0.43265°E   | IPA-38907     | Mas (Ulldecona) · Vegeu més fotos d'aquest monument · Carregueu una nova foto d'aquest monument                                          |
| Molló de la Llacuna                                         | BCIL 2016       | Obra popular                                        | Ulldecona Foia d'Ulldecona                                                    | 40° 37′ 20″ N, 0° 28′ 24″ E / 40.622320°N,0.473328°E | IPA-43611     | Carregueu una nova foto d'aquest monument                                                                                                |
| Mil·liari romà de la Foia, la Creveta                       | BCIL 2018       | Romà                                                | Ulldecona Finca rústica a la partida de les Crevetes                          |                                                      | IPA-46390     | Carregueu una nova foto d'aquest monument                                                                                                |